# Gare de Stobi
 (septembre 2022).
La Gare de Stobi est une gare ferroviaire sur le corridor ferroviaire 10, près du site archéologique de Stobi, dans la partie sud de la Macédoine du Nord.
La gare n'a qu'un seul quai.
C'est la quatrième gare de Veles, dont elle est à 31,9 kilomètres, tandis qu'elle est à 82,8 kilomètres de la gare principale de Skopje. Des trains locaux sur la ligne Skopje - Gevgelija passent régulièrement par la gare, ainsi que des trains internationaux sur les lignes Skopje - Thessaloniki et Belgrade - Thessaloniki.

## Préservation
En 2015, il a été annoncé que le bâtiment de l'ancienne gare de Stobi deviendrait un espace muséal, offrant  un centre d'accueil, ce qui améliorerait l'offre touristique du site lui-même. Un projet similaire existait déjà il y a dix ans, mais toujours rien n'a été fait .
La gare deviendra un musée qui abritera un lapidaire et certaines des pièces trouvées. Il est prévu que le projet comporte deux phases, et tout d'abord, il commencera par la réhabilitation du bâtiment, le remplacement de la structure du toit et de la façade. Il est prévu que des vitrines pour les expositions soient placées à l'étage inférieur, tandis qu'une petite salle de conférence, un lieu d'éducation et de projection de films est prévue à l'étage supérieur. À l'arrière du bâtiment, face au site archéologique, un espace ouvert avec un porche est prévu où sera situé un lapidaire avec des monuments en pierre, des sculptures et des inscriptions. Le projet se déroulera sous la direction de l'Institution nationale « Stobi ».
Une cafétéria est prévue dans la partie centrale de l'espace, face au site archéologique. Le projet a été approuvé en 2015, il a été financé avec 1,8 million de denars pour la réalisation de la première phase, et son achèvement complet est prévu en 2016.